# New Corella
New Corella è una municipalità di terza classe delle Filippine, situata nella Provincia di Davao del Norte, nella Regione del Davao.
New Corella è formata da 20 baranggay:
- Cabidianan
- Carcor
- Del Monte
- Del Pilar
- El Salvador
- Limba-an
- Macgum
- Mambing
- Mesaoy
- New Bohol
- New Cortez
- New Sambog
- Patrocenio
- Poblacion
- San Jose
- San Roque
- Santa Cruz
- Santa Fe
- Santo Niño
- Suawon